# Francesco Stringa

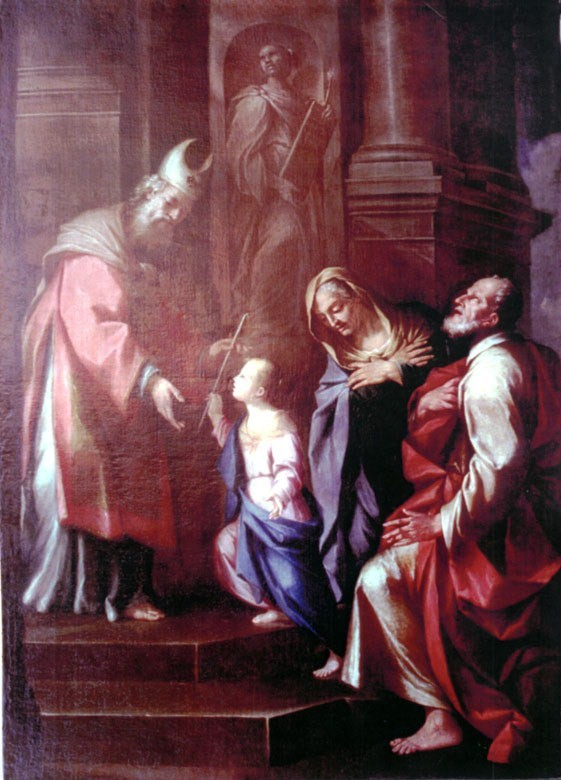
Presentación de la Virgen en el Templo, Galleria Estense, Modena

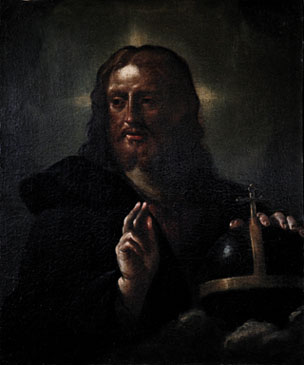
Redentor bendiciendo, Banca Popolare dell'Emilia Romagna

Francesco Stringa (Módena, 25 de agosto de 1635 - Modena, 7 de marzo de 1709) fue un pintor italiano activo durante el Barroco.

## Biografía
Estudió junto a Ludovico Lana. En 1659 Stringa está al servicio de Alfonso IV de Este, sucediendo a Flaminio Torri como conservador de las colecciones de arte de la familia Este (1661). Los conocimientos que le aportaron este cargo le permitieron desarrollar un estilo a veces caprichoso, caracterizado por el uso de potentes efectos de claroscuro, convirtiéndose en una alternativa a las grandes figuras de la pintura boloñesa de aquella época, Lorenzo Pasinelli y Carlo Cignani.
Stringa acusó la influencia de Mattia Preti, que trabajó en Modena en la década de 1650. Realizó diversos trabajos en instituciones religiosas de la región, en los que muestra su conocimiento del arte boloñés, en especial de los Carracci. No dejó, sin embargo, de trabajar para los Este, que le concedieron diversos honores: fue elegido director de la Accademia di Pittura en 1672 y, en 1685, superintendente de las Fabbriche Ducali.
En 1674 comenzó una importante serie de decoraciones al fresco en el Palazzo Ducale de Modena, con la ayuda del quadraturista Baldassarre Bianchi. Entre 1695 y 1696 trabajó junto este último y Marcantonio Franceschini en el mismo palacio (Bodas de Cupido y Psyché). Aquí su estilo se hace más suave, probablemente influido por una reciente estancia en Venecia (1693-1694). El uso del color en obras posteriores confirman este dato.
Entre sus alumnos figuran Girolamo Donnini y Giacomo Zoboli.

## Obras destacadas
- Frescos del Pantheon Atestinum (1663)
  - Exaltación de la Trinidad (Galleria Estense, Modena)
- Asunción de la Virgen (1667-68, San Carlo, Modena)
- Tránsito de la Virgen (1669, iglesia del Voto, Modena)
- Muerte de San José (1670, iglesia del Voto, Modena)
- Escenas de la Vida de San Mauro (San Adriano, Spilamberto)
- Martirio de San Andrés (San Adriano, Spilamberto)
- Redentor bendiciendo (Banca Popolare dell'Emilia Romagna)
- San Geminiano sostenido por ángeles (Casinalbo)
- Virgen en Gloria (San Silvestro, Nonantola)
- Presentación de la Virgen en el Templo (Galería Estense|Galleria Estense, Modena)
- Inmaculada Concepción y santos (Capuccini, Vignola)
- Cristo y la samaritana (Cassa di Risparmio, Modena)
- San Benito ahuyenta al diablo (Cassa di Risparmio, Modena)
- Susana y los viejos (Cassa di Risparmio, Modena)
- Asunción de la Magdalena (Cassa di Risparmio, Modena)
- Crucifixión (c. 1675, Visitazione, Baggiovara, Modena)
- San Ubaldo libera a un poseso (Santi Bartolomeo e Marino, Rimini)
- Bienaventurados de la Casa de Este (1674, Palazzo Ducale, Modena), fresco.
- Bodas de Cupido y Psyché (1695-96, Palazzo Ducale, Modena), fresco.
- Virgen con el Niño y San Antonio (1699, iglesia del Voto, Modena)
- Frescos del Palacio Este en Scandiano (1702-07, perdidos).